# Qarabulaq (Oğuz)
Qarabulaq è un comune dell'Azerbaigian situato nel distretto di Oğuz. Conta una popolazione di 739 abitanti.